# Восток (Ілішевський район)
Восто́к (рос. Восток, башк. Восток) — присілок у складі Ілішевського району Башкортостану, Росія. Входить до складу Кужбахтинської сільської ради.
Населення — 29 осіб (2010; 37 у 2002).
Національний склад:
- башкири — 92 %